# Reserva de recursos manejados Yvytyrusú
El Reserva de Recursos Manejados Yvytyrusú es una área protegida de Paraguay. Posee flora y fauna, restos arqueológicos y pinturas rupestres. Está compuesto de bosques remanentes del Bosque Atlántico.
Se encuentra en el departamento de Guairá. Fue creada el 9 de octubre de 2001 por Decreto Nº 14.945. Tiene una superficie de 24.000 hectáreas.